# Garib Mammadov
 (janvier 2023).
Le contenu est difficilement compréhensible vu les erreurs de traduction, qui sont peut-être dues à l'utilisation d'un logiciel de traduction automatique.
Garib Mammadov (en Azerbaïdjanais: Qərib Məmmədov) né à Aghvorik le 6 janvier 1947, est un académicien-secrétaire du Département des sciences agraires de l'Académie nationale des sciences d'Azerbaïdjan (2011), et aussi un homme politique azerbaïdjanais président du Comité national des terres et de la cartographie de la République d'Azerbaïdjan.

## Vie
Mammadov Garib est né dans le village de Yeniyol, Amasia, région d'Ağbaba. En 1965, Mammadov Garib quitta avec succès l'école secondaire à Amasia, en 1966, il entra à la faculté de géographie et de biologie de l'Institut national de formation des enseignants de l'Azerbaïdjan nommé d'après V.I.Lenin, où était secrétaire de l'organisation "Komsomol" et membre de la société scientifique et étudiante. En 1970, après avoir obtenu son diplôme de l'Institut avec les honneurs, a commencé son activité professionnelle en tant qu'assistant de laboratoire dans le secteur de la recherche scientifique sur l'érosion, puis a travaillé à l'Institut des sciences du sol et de l'agrochimie de l'ANAS constamment à des postes: scientifique junior (1972-1980), senior scientifique (1980–1984), chef du laboratoire (1984–1994), directeur de l'Institut (1994–2000).
De 1997 à 2001, il a été président du Comité d'État des terres de la République d'Azerbaïdjan et de 2001 à 2015 - Comité d'État des terres et de la cartographie. Depuis 2004, chef du département des sciences des sols à la faculté d'écologie et des sciences des sols de l'Université d'État de Bakou. De 2011 à 2016, a travaillé comme académicien - secrétaire du Département des sciences agraires de l'ANAS. Depuis 2016 - le conseiller de l'ANAS pour les problèmes agraires.

## Vie privée
Il est marié, a deux enfants.

## Prix
- Mammadov a été récompensé par V.V. Médaille Dokuchaev en 1983;
- «Médaille d'argent» du ministère de l'Agriculture et de l'Alimentation de l'URSS en 1987;
- Prix du Centre culturel azerbaïdjanais américain en 1999;
- Médaille Heydar Aliyev, médaille de l'Académie des sciences de Russie en 2001[2]